# 風間亭やんわり
『風間亭やんわり』（かざまていやんわり）は、風間やんわりによる日本の漫画作品。『週刊コミックバンチ』（新潮社）にて2008年21・22合併号から2010年1号まで連載された。
一話完結形式。古典落語の演目がサブタイトルとなっており、最初の1ページで「枕」の4コマ漫画と、テーマとなる演目の粗筋の説明（おーの智文・文）が提示された後、現代ものに翻案したショートストーリーが描かれる。